# Фенакистоскоп
Фенакистоскоп (потиче од грчке речи φεναξ - обманути и σκοπέω - гледати, што значи поглед који вара или обмањује) је оптичка играчка која приказује илузију непрекидних покрета која је од суштинске важности за настанак филма и анимације. Фенакистоскоп Жозефа Платоа (фр. Joseph Antoine Ferdinand Plateau) око 1832 године који је служио као популарна играчка, касније је постао инспирација пионирима технологије филма. У викторијанском добу заједно са тауматропом, фенакистоскоп је био омиљена играчка која је у многим домовима приказивала живе покретне слике и будила срећу и одушевљење.

## Конструкција и принцип рада Фенакистоскопа
Фенакистоскоп се састојао из два округла картона (многи га називају диск) причвршћених на дршкама у средишту картона, постављена један наспрам другог. На рубовима једног картона налазиле су се слике неког покрета у одређеном тренутку, а на другом вертикални прорези кроз које се гледа. Једино што је требало да урадите јесте да брзо завртите картон (диск) са цртежима, а призоре посматрате кроз диск са отворима. Ова играчка могла је да се користи са и без огледала. Гледањем кроз прорез, у огледалу се види покрет, односно брзо смењиванје слика.

## Оптички уређаји
- Тауматроп
- Фенакистоскоп
- Стробоскоп
- зоотроп или зоетроп
- Фантаскоп
- Праксиноскоп
- Зоопраксископ
- Кинеограф
- Кинора
- Филоскоп
- Мутоскоп